# دموکراسی اکنون!
دموکراسی اکنون (به انگلیسی: Democracy Now)، برنامه خبری یک‌ساعته غیرانتفاعی مستقل است که توسط بیش از ۱۲۵۰ بنگاه خبری رادیویی، تلویزیونی و اینترنتی به صورت روزانه پخش می‌شود. این برنامه ترقی‌خواهانه توسط ایمی گودمن و جوان گونزالز اجرا می‌شود. هزینه‌های این برنامه از طریق کمک‌های شنوندگان، بینندگان، و گروه‌های غیرانتفاعی دیگر تأمین می‌شود. این برنامه خصوصاً تبلیغات، کمک‌های ابرشرکتها و کمک‌های دولتی را نمی‌پذیرد. دموکراسی اکنون، برنده جوایز خبرنگاری متعددی شده است و میزبان شخصیت‌هایی چون آلن درشویتز، نوآم چامسکی، بیل کلینتون و جیمی کارتر بوده است.

## زمینه
دموکراسی اکنون، در ۱۹ فوریه سال ۱۹۹۶ از WBAI-FM در نیویورک توسط خبرنگاران مترقی امی گودمن، خوان گنزالس، سلیم موکل و لاری بن اسکای پایه تأسیس شد و روی پنج ایستگاه رادیویی روی آنتن می‌رود. گودمن میزبان اصلی و خوان گنزالس معمولاً شریک میزبانی است.
پانزده دقیقه نخست برنامه «اخبار جنگ و صلح» نام دارد؛ که هر روز نیز به اسپانیایی ترجمه می‌شود. وب سایت برنامه نیز اکنون از زبان اسپانیایی پشتیبانی می‌کند. تمرکز برنامه بر روی اخباریست که دیگر محافل خبری از آن غافل مانده‌اند.
این برنامه به صورت هر روز هفته از ۱۱ سپتامبر ۲۰۰۱ پخش می‌شود و تنها برنامهٔ عمومی در ایالات متحده است که همزمان بر روی ماهواره، تلویزیون کابلی و اینترنت پخش می‌شود.

## استودیوها
شروع کار برنامه از استودیو WBAI در نیویورک بود که در اوایل سپتامبر ۲۰۰۱ در میان یک مناظره دربارهٔ مأموریت و مدیریت رادیو پسیفیکا تصمیم بر این شد که برنامه از استودیو خارج شود. گودمن برنامه را به downtown community center برد که واقع در یک ایستگاه آتش‌نشانی در محلهٔ چینی‌های منهتن، نیویورک قرار داشت.
در نوامبر ۲۰۰۹، دموکراسی اکنون، استودیویی که به مدت ۸ سال در آن مشغول به کار بود را ترک کرد و به نقطهٔ دیگری در منهتن به نام منطقه چلسی نقل مکان کرد. در سال ۲۰۱۰ استودیوی جدید ۸۵۰۰ فوت مربعی اولین استودیو تلویزیونی یا رادیویی شد که توانست گواهی نامه پیشرو در طراحی محیطی و انرژی را در آمریکا بگیرد.

## جوایز و واکنش‌ها
دموکراسی اکنون، تعداد زیادی جوایز خبرنگاری را دریافت کرده که از این بین می‌توان به زنان آمریکایی در رادیو و تلویزیون، جایزه «جورج پاک» برای مستند رادیویی به نام «تمرین و کشتار» در سال ۱۹۹۸، اولین جایزه «یاد بود رابرت اف. کندی» در رادیو بین‌الملل برای گزارش «کشتار» در سال ۱۹۹۳ اشاره کرد.
در یکم اکتبر ۲۰۰۸ گودمن دریافت‌کننده «جایزه معیشت درست» برای سال‌های متمادی تلاش برای دموکراسی اکنون شد.